# Ấm nước

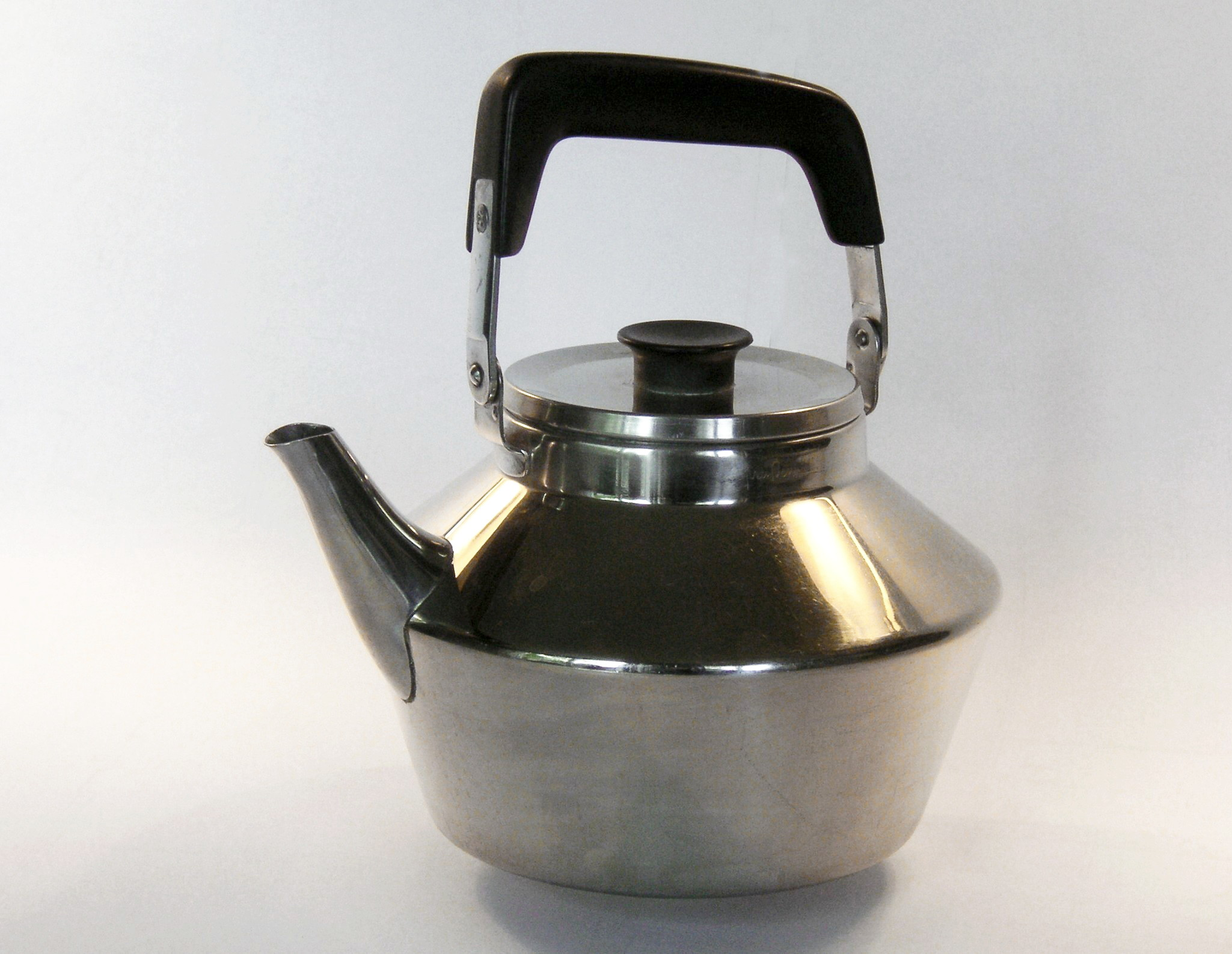
Một ấm đun nước hiệu Bernadotte

Ấm nước hay ấm đun nước hoặc siêu đun nước là một thiết bị gia đình có kích thước nhỏ, dùng để đun nước. Việc đun sôi nước trong ấm có thể được thực hiện bằng một bếp lò hay bằng chính thiết bị nung nóng sử dụng điện tích hợp sẵn trong ấm nước.
Ấm đun nước có lẽ là một trong những dụng cụ nấu ăn cổ xưa nhất của con người. Vật liệu thông dụng để chế tạo ấm đun nước có thể là sắt rèn hay thép cán.

## Phân loại

### Ấm đun bằng bếp
Ấm nước đun bằng bếp thường có dạng hình bình, vò, làm bằng kim loại, được đặt trên bếp lửa hay bếp điện, sức nóng từ bếp sẽ tác động lên đáy bình để dần dần đun nóng toàn bộ khối nước theo hiện tượng đối lưu. Ấm đun thường có tay cầm, vung và vòi. Đôi khi ấm cũng được trang bị thêm một chiếc còi hơi để báo hiệu thời điểm nước đã sôi.

### Ấm điện
Ấm điện thường được chế tạo từ các loại chất dẻo hoặc thép thật bền, có tay cầm cách nhiệt bằng nhựa và chạy bằng nguồn điện thương dụng (mains electricity). Các thiết kế hiện đại của ấm điện cho phép ấm có khả năng tự tắt khi nước đã được đun sôi hoàn toàn, điều này giúp ấm và thiết bị nung nóng không bị hư hỏng do đun quá lâu.

## Các dụng cụ có công năng hoặc hình dạng có liên quan
- Vạc, một nồi đun lớn có gắn quai xách để máng lên trên móc hay thanh chằng, việc đun nóng được thực thi bởi một đống lửa bếp lò hay lửa cắm trại phía dưới đáy nồi.
- Nồi kho cá là một nồi kim loại hình bầu dục, đậy bằng vung, có chức năng để nấu những con cá lớn như cá hồi.
- Trống định âm, một loại trống có hình dạng giống vạc dầu hay ấm nước.